# Municipio de North Hurricane
El municipio de North Hurricane (en inglés: North Hurricane Township) es un municipio ubicado en el condado de Fayette en el estado estadounidense de Illinois. En el año 2010 tenía una población de 257 habitantes y una densidad poblacional de 3,66 personas por km².

## Geografía
El municipio de North Hurricane se encuentra ubicado en las coordenadas 39°11′8″N 89°12′2″O / 39.18556, -89.20056. Según la Oficina del Censo de los Estados Unidos, el municipio tiene una superficie total de 70.16 km², de la cual 70,1 km² corresponden a tierra firme y (0,09 %) 0,06 km² es agua.

## Demografía
Según el censo de 2010, había 257 personas residiendo en el municipio de North Hurricane. La densidad de población era de 3,66 hab./km². De los 257 habitantes, el municipio de North Hurricane estaba compuesto por el 98,05 % blancos, el 0,78 % eran amerindios, el 0,78 % eran asiáticos y el 0,39 % eran de una mezcla de razas. Del total de la población el 0,78 % eran hispanos o latinos de cualquier raza.